# Ординарец

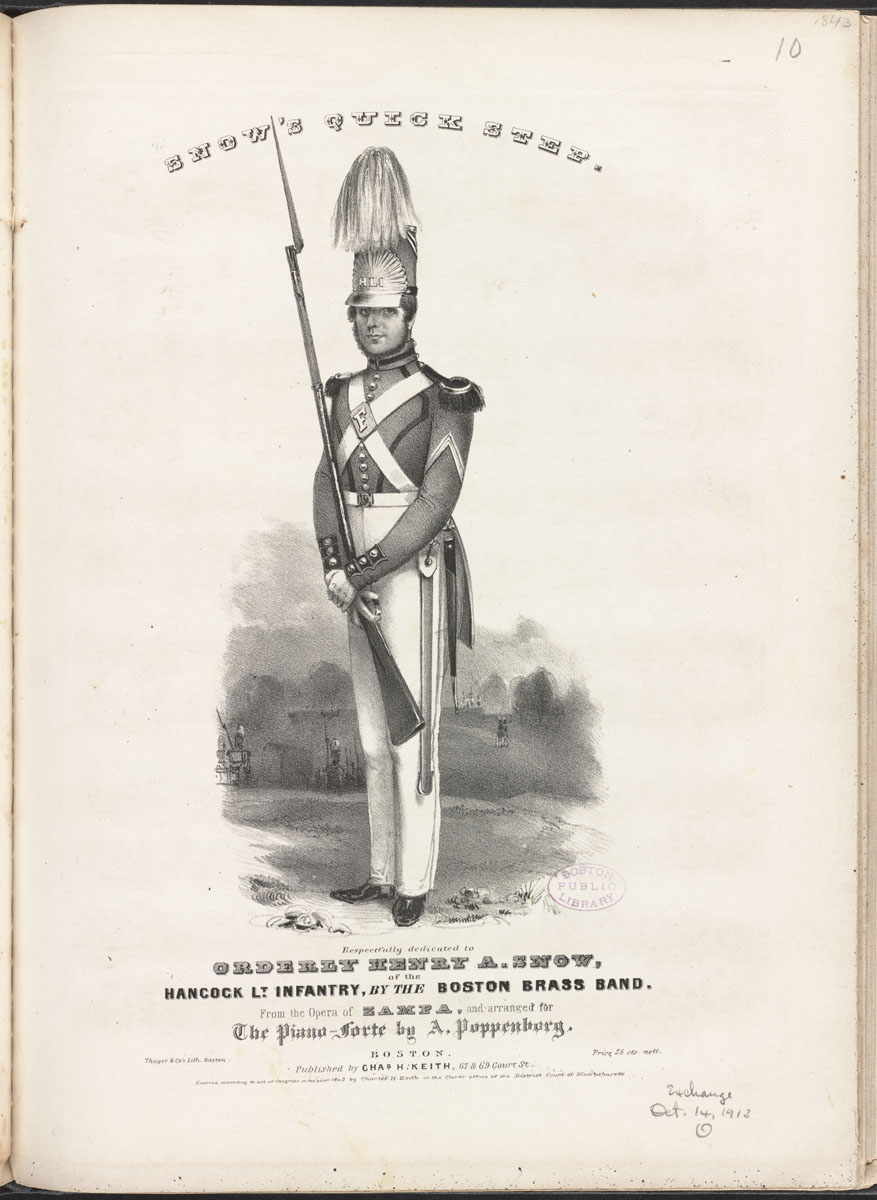
Ординарец, 1842 год.

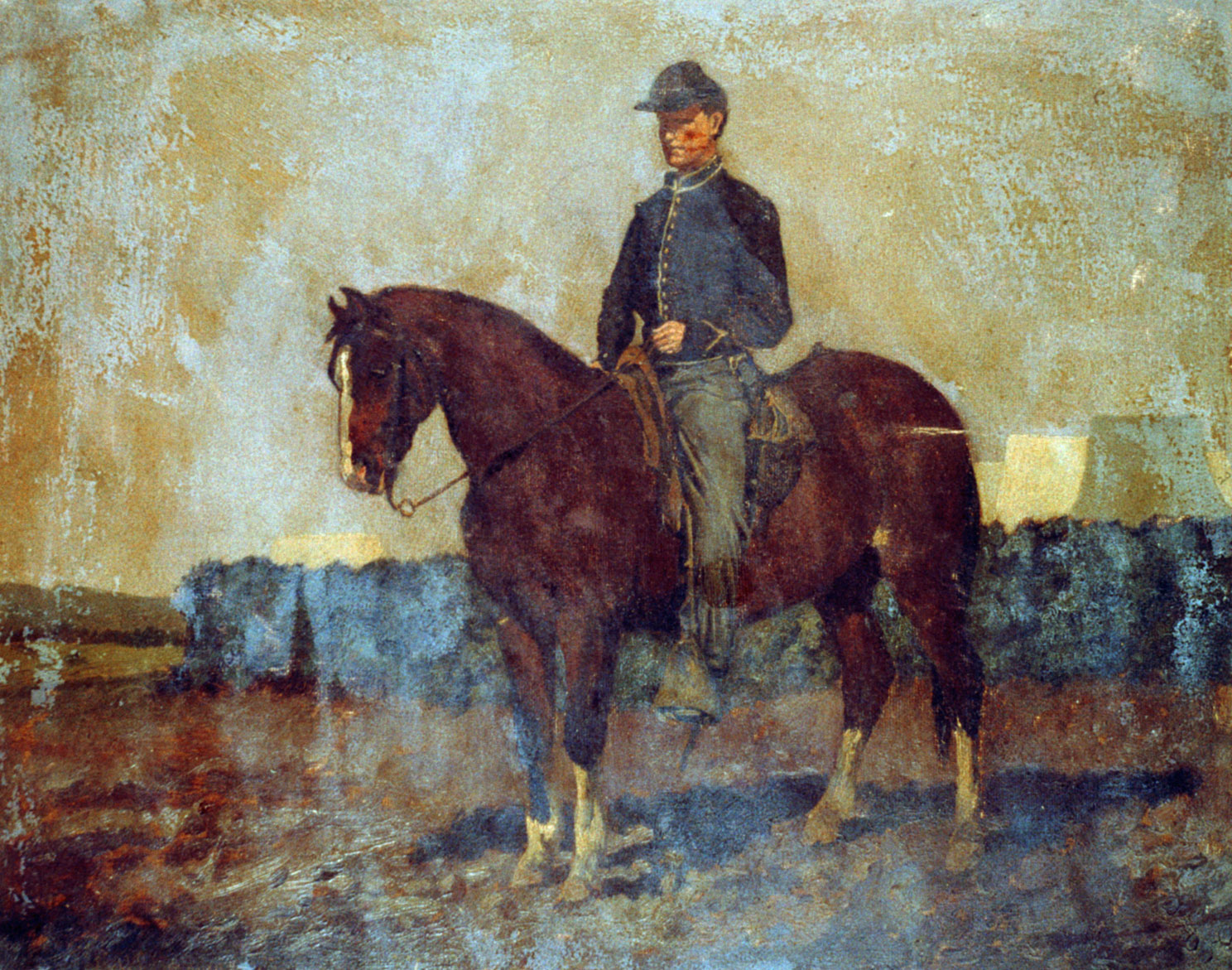
Конный ординарец, 1864 год

Ордина́рец (от нем. Ordonnanz «Приказ», фр. ordonnance «вестовой» от лат. ordino «привожу в порядок; назначаю; управляю») — военнослужащий, состоящий для посылок и приказаний при начальнике (командире).
В Русской армии — обер-офицер, унтер-офицер или рядовой, назначавшийся к войсковому штабу, к начальнику (командиру) или к почётному лицу для выполнения их поручений, главным образом, для связи и передачи приказаний. Ординарцы (солдаты) выделялись в распоряжение командного состава в Советских Вооружённых Силах.

## История
В Вооружённых силах Российской империи ординарец, временная воинская должность, на которую назначался офицер или нижний чин к начальствующим (командующим) лицам, преимущественно для поручений и передачи их приказаний подчинённым. При почётных караулах наряжались почётные ординарцы. В конце XIX века, в Вооружённых силах России, при пехотных полках, были учреждены команды конных ординарцев. Были ординарцы и в конном полку. В Вооружённых силах России помимо ординарцев были ещё и вестовые. Также существовал и дежурный ординарец.
В начале XX века, в соответствии со статьями 278—289, Устава гарнизонной службы, издания 1900 года, было два вида (типа) ординарцев:
- почётные, которые наряжались только при почётных караулах и от той же части войск что и караул, и были положены Особам Императорской Фамилии и высшим генеральским чинам из категорий обер-офицеров и унтер-офицеров, а генерал-лейтенантам и генерал-майорам из категории унтер-офицеров;
- ежедневные, наряжались к командующему войсками, его помощнику и к командиру корпуса для передачи словесных приказаний и разноски конвертов. В обязанности которых возлагалось безотлучно находиться в указанном помещении и если им будет приказано находиться в передней комнате, то докладывать начальнику, к которому он наряжен, о прибывающих. При исполнении поручений ординарец следует при ружье или шашке, имея сумку через правое плечо[11].

После расформирования казачьей дивизии, которой командовал выдающийся русский полководец Михаил Дмитриевич Скобелев, и назначения его в свиту императора Скобелев, не мыслящий себя вне армии, чтобы не сидеть без дела в Главной квартире императора, договорился с начальником 14-й пехотной дивизии Михаилом Ивановичем Драгомировым о своём зачислении к нему в ординарцы. Исключительно редкий случай: генерал-майор в роли ординарца у генерал-майора. Но дело в том, что Скобелев, даже находясь в этой скромной должности, хотел извлечь пользу — у Драгомирова было чему поучиться, и он не стеснялся учиться, спрашивал, стремясь оказать посильную помощь.

## Персоналии
- А. Я. Шубин, у цесаревны Елизаветы Петровны[13];
- И. С. Барятинский — капрал, с 1758 года поступил в лейб-компанию и находился при императрице Елисавете Петровне на ординарцах до самой её смерти[14];
- И. И. Лизогуб — некоторое время был ординарцем князя Д. В. Голицына, затем, в 1814 году — кронпринца Вюртембергского[15];
- А. Н. Церетелев — у М. Д. Скобелева[16];
- П. А. Дукмасов — обратил внимание М. Д. Скобелева своею выдающуюся храбростью и был назначен к нему ординарцем[17];
- Мехмед Али-паша — у Омера-паши[18];

- Пётр Семёнович Исаев, широко известный как Петька — ординарец В. И. Чапаева;

### Вымышленные
- Йозеф Швейк — по пути на фронт был назначен ординарцем командира маршевой роты.
- Николай Ростов — ординарец князя П. И. Багратиона во время сражения при Аустерлице.